# Mats Ericson
Mats Ericson, född 1959, är en svensk medicine doktor, professor och tidigare rektor vid Försvarshögskolan i Stockholm.
Ericson avlade doktorsexamen 1986 och utnämndes till oavlönad docent i anatomi vid Karolinska institutet 1989. Från 1987 arbetade han som lektor i arbetsvetenskap vid KTH. Han erhöll utmärkelsen Årets lärare vid KTH 1997. Han utnämndes till professor i industriell arbetsvetenskap vid KTH 1999 och var prorektor vid Mitthögskolan 1999-2002, samt generaldirektör och chef för Myndigheten för Sveriges nätuniversitet 2002-2005. 2005-2008 var Ericson rektor vid Gymnastik- och idrottshögskolan, GIH, i Stockholm. 
Den 17 juli 2008 utnämndes Ericson av regeringen till ny rektor vid Försvarshögskolan i Stockholm. Han avgick den 29 april 2010 sedan Försvarshögskolans styrelse hos regeringen begärt att han skulle avsättas som rektor. Bakgrunden till avgången var en långdragen intern konflikt rörande hanteringen av en professor som avslöjats som forskningsfuskare.
Ericson är sedan 1 april 2011 förordnad som vice skolchef och grundutbildningsansvarig vid KTH Skolan för teknik och hälsa.
Den 30 november 2012 valdes Ericson till förbundsordförande för Sveriges universitetslärarförbund, SULF.